# Уайлдмен, Херберт
Хе́рберт Ге́нри «Херб» Уа́йлден (англ. Herbert Henry "Herb" Wildman; 6 сентября 1912, Марион, Огайо, США — 13 октября 1989, Лос-Анджелес, Калифорния, США) — американский ватерполист, выступавший на позиции вратаря, бронзовый призёр летних Олимпийских игр 1932 года и участник летних Олимпийских игр 1936 года в Берлине.

## Спортивная биография
В 1932 году Уайлдмен в составе сборной США принял участие в летних Олимпийских играх в Лос-Анджелесе. Уайлдмен, как и большинство игроков американской сборной представляли местный Los Angeles Athletic Club. Первые два матча сложились для американцев довольно легко. Сначала были повержены бразильцы 6:1, а затем и сборная Японии 10:0. В третьем туре сборной США противостояли действующие чемпионы Олимпийских игр сборная Германии. Во многом благодаря отличной игре Уайлдмена сборной США удалось сыграть с немцами вничью 4:4. В заключительном матче американцы ничего не смогли противопоставить венгерской сборной и уступили 0:7. По итогам турнира сборная США завоевала бронзовые медали.
В 1936 году на летних Олимпийских играх в Берлине американской сборной не удалось выступить столь же успешно, как четыре года назад. Сборная США с Уайлдменом в составе выбыла уже после группового этапа, победив сборную Уругвая 2:1, но уступив голландским ватерполистам 2:3 и спортсменам из Бельгии 3:4.
После завершения спортивной карьеры Уайлдмэн стал бизнесменом. Герберт был владельцем ремонтной мастерской и станцией технического обслуживания в Лос-Анджелесе.
Уайлдмен умер 13 октября 1989 года в Лос-Анджелесе.